# Estación de Antequera AV
Antequera AV es una estación ferroviaria situada en el municipio español de Antequera, en la provincia de Málaga, comunidad autónoma de Andalucía. Dispone de servicios de Media Distancia y Alta Velocidad. Coexiste dentro del término municipal con las estaciones de Bobadilla y Antequera-Santa Ana.

## Situación ferroviaria
Las instalaciones se encuentran situadas en el punto kilométrico 113,417 de la línea férrea de ancho internacional Antequera-Granada. El trazado es de vía única y está electrificado.

## Historia
La estación fue abierta al tráfico el 25 de enero de 2023, tras varios años de obras. Hasta entonces la ciudad había dependido de la estación de Antequera-Santa Ana, situada a 19 kilómetros del casco urbano, para las conexiones ferroviarias. La inauguración de las nuevas instalaciones vino a llenar el hueco dejado tras la clausura, en 2015, de la antigua estación y de la línea Bobadilla-Granada.

## La Estación
Se sitúa en el casco urbano de la ciudad. La estación da servicio a la LAV Antequera-Granada. Se encuentra a escasos metros de la antigua estación. La estación se ubica a la altura de cota del terreno actual, sobre la losa de cubrimiento de andenes que ha sido previamente construida dentro de las obras del tramo de Alta Velocidad Nudo de Bobadilla de la LAV Antequera - Granada. Debido a múltiples oposiciones, se ha cuidado especialmente el diseño de la cubierta de las zonas edificadas de la estación, muy visible desde el entorno urbano, de cota más elevada, en el que se integra.
El edificio de la nueva estación, se desarrolla en una sola planta que albergará el vestíbulo, los servicios de venta de billetes y atención al cliente, el control de accesos, aseos y locales comerciales.
La estación que está conectada con la ciudad de Antequera a través de la carretera de Córdoba (A-7281), dispone de dos andenes subterráneos de 400 m de longitud: uno lateral para Alta Velocidad y un andén central, este último con una vía de alta velocidad a un lado y una vía de ancho ibérico al otro.

## Servicios ferroviarios

### Media Distancia
| Línea MD | Trenes | Origen/Destino |  | Destino/Origen        |
| -------- | ------ | -------------- |  | --------------------- |
|          | Avant  | Granada        |  | Málaga-María Zambrano |